# Eurysternus lanuginosus
Eurysternus lanuginosus là một loài bọ cánh cứng trong họ Bọ hung (Scarabaeidae).